# MC Chris
Мс Крис (англ. MC Chris; полное имя — Кристофер Брендан Уод 4-й, англ. Christopher Brendan Ward IV) — американский рэпер, актёр, сценарист и комик-импровизатор.

## Прошлое
Родился в 1975 году в городе Либертивилл, штат Иллинойс. Посещал Гуманитарный колледж в Чикаго, Нью-Йоркский университет, школу искусств «Tisch».
Не сотрудничает ни с одной существующей звукозаписывающей компанией, выпускает альбомы сам. Сначала выступал с Ли Мэйджорсом. Торговая марка МС Крис означает синтез необычной музыки, хорошего голоса и образа гангстера, который ассоциируется с исполнителями хип-хопа. Крис уже выпустил 5 альбомов, один из них — повторный релиз, юбилейный сборник своих композиций, исполненных совместно с Ли Мэйджорсом. Регулярно устраивает концертные туры, занимается благотворительностью.

## Работа на канале Adult Swim
Начав работать на канале, Крис не появлялся лично в эфире. Его оригинальные тексты песен и уникальный голос использованы во многих шоу на Adult Swim производства Williams Street Studios, особенно в «Aqua Teen Hunger Force». МС работал ассистентом видеорежиссёра, озвучивал «MC Pee Pants» в 9-м эпизоде первого сезона, так же, как и молодой Карл в 18-м. Он был сценаристом в «МорЛаб 2021», там же озвучивал второстепенного персонажа Хэша, ассистентом видеорежиссёра и сценаристом «Шоу Брака» (включая эпизоды «Brakstreet» и «Shadows of Heat»), одним из сценаристов «Space Ghost: Coast to Coast», ему досталась маленькая роль в эпизоде «Baffler Meal».
На самом деле, МС Крис внёс значительный вклад в Adult Swim шоу. Его песни для «Aqua Teen Hunger Force» «I Want Candy и For the Shorties» стали хитами среди поклонников. В «МорЛаб 2021» он не только озвучивал Хэша, но и появлялся в качестве самого себя, в одной из серий вся команда морлаба отправилась на концерт МС, а в концовке есть небольшой ролик с его участием. Также в Шоу Брака есть рэп-серия с участием МС, в которой он озвучивает практически всех персонажей.
В октябре 2004 он публично заявил в своём блоге, что увольняется из Cartoon Network, чтобы сосредоточиться на музыкальной карьере со своим партнёром по бизнесу Джоном Февелом. Несколько раз он возобновлял ненадолго сотрудничество с Williams Studios, получив небольшую роль в «Aqua Teen Hunger Force Colon Movie Film for Theaters», а также в видеоигре для Playstation 2 «Aqua Teen Hunger Force Zombie Ninja Pro-Am». МС играл недолго второстепенного персонажа в пилотном эпизоде недавно выпущенном «Fat Guy Stuck in Internet». На Adult Swim он вернётся в роли мишки Гамми по имени Гамми в грядущем шоу «Show Cheyenne Cinnamon and the Fantabulous Unicorn of Sugar Town Candy Fudge».

## Влияния на творчество
Огромное влияние на творчество МС Криса оказали «Звёздные Войны», его первая хитовая песня Fetts Vette представляет его в качестве мандалорианского охотника за головами Бобы Фетта. Дальше он не раз использует сленг, персонажей, события и названия локаций из Вселенной Звёздных Войн.
Также МС увлекается комиксами, аниме, видеоиграми, научной фантастикой и другими geek вещами, что отражается в его текстах, но в отличие от большинства нердкор исполнителей он освещает также употребление наркотиков, спиртного и неоднозначные отношения с девушками.

## Признание и неприятие nerdcore hip-hop
MC Chris один из артистов наиболее близко ассоциирующихся с жанром Nerdcore хип-хопа. Однако, всю свою карьеру он избегал ярлыка «nerdcore». В 2007 на волне популярности и внимания прессы к Nerdcore хип-хопу, mc chris изменил свою позицию относительно жанра. Он не только перестал протестовать, когда фанаты, артисты или члены медиа отметили его стиль музыки как «nerdcore», но и попытался связаться с обществом Nerdcore и извиниться за неуважение к жанру. MC Chris называет свою старую гикскую склонность причиной борьбы с ассоциацией его стиля с nerdcore столь долгое время:
Sorry it's taken me so long to fully recognize this genre, I never thought I was above it, I was just unaccustomed to being a part of anything. Not really used to being included, so oddly enough it can make it difficult to join up.
В этом же блоге MC Chris также отмечает, что он был поражён значимостью внимания прессы для некоторых nerdcore рэперов. На протяжении всего 2007 года MC Chris позиционирует себя как образец жанра. Но он по-прежнему выглядит сомневающимся в полном принятии стиля nerdcore и часто приписывает свою популярность другим силам, как представлено в этом интервью для New York Times:
In conversation, Mr. Ward was quick to point out that the term 'nerdcore' — coined by fellow rapper MC Frontalot in 2000 — may be too self-limiting, because 'nerds' are hardly the only children of the '80s who were raised on Transformers, Indiana Jones movies, and Public Enemy. 'It's so weird to talk about these as my specific influences, because they're not.

## Дискография
- Life's a Bitch and I'm Her Pimp (2001)
- Knowing Is Half the Hassle (2003)
- Eating's Not Cheating (2004)
- Dungeon Master of Ceremonies (2006)
- The New York University 8-Track Discography 10th Anniversary Edition (2007)
- mc chris is dead (2008)
- Part Six Part One (2009)